# Інспектор Ґаджет 2
«Інспектор Ґаджет 2» (англ. Inspector Gadget 2) — американський комедійний фільм про супергероїв 2003 року, випущений прямо на відео на VHS і DVD 11 березня 2003 як самостійне продовження фільму 1999 року «Інспектор Ґаджет». Він був заснований на мультсеріалі 1983 року, створеному «DIC Entertainment».
На відміну від першого фільму (який має серйозніший і похмуріший тон і отримав рейтинг 12+), «Інспектор Ґаджет 2» отримав рейтинг 0+ і вважається більш точною адаптацією оригінального анімаційного серіалу; особи персонажів були змінені, щоб більше відповідати їх мультяшним аналогам, а обличчя доктора Кло ніколи не показано повністю. Крім того, Ґаджет і Кло ніколи не згадуються як «Джон Браун» та «Сенфорд Сколекс», їхні відповідні громадянські імена з першого фільму, хоча комунікатор Кло, як і раніше, позначений як «Scolex Industries». Критики похвалили акторський склад та вірність вихідному матеріалу, але розкритикували візуальні ефекти, сценарій та гумор. Деякі критики вважали, що фільм був трохи кращим за перший.
Жоден з акторів першого фільму не повторив свої ролі, крім Д. Л. Г'юлі, який повернувся, щоб озвучити Ґаджетмобіль.

## У ролях
| Персонаж         | Актор          |
| ---------------- | -------------- |
| Інспектор Ґаджет | Френч Стюарт   |
| Ґ2               | Елейн Гендрікс |
| Пенні            | Кейтлін Вакс   |
| Кло              | Тоні Мартін    |
| МакКібл          | Джон Батчелор  |
| Шеф Квімбі       | Марк Мітчелл   |
| Бакстер          | Брюс Спенс     |
| Мер Вілсон       | Сіґрід Торнтон |

## Українське озвучення

### LeDoyen
Озвучено та зміксовано студією «LeDoyen» на замовлення компанії «Disney Character Voices International».
- Переклад Олесі Запісочної
- Режисер озвучення — Максим Кондратюк
- Звукорежисерка і звукорежисерка перезапису — Альона Шиманович

Ролі озвучували: Євген Локтіонов, Владислав Пупков, Володимир Кокотунов, Дмитро Вікулов, Антоніна Хижняк, Вікторія Москаленко.

### Двоголосе закадрове озвучення студії1+1
Ролі озвучували: Дмитро Завадський та Ніна Касторф.

## Виробництво
Основні зйомки розпочалися у листопаді 2001 року; фільм був повністю знятий у Брисбені, Австралія, та його околицях. Місця зйомок включали кампус Ґарденс-Пойнт Університету технологій Квінсленду, будівлю парламенту Квінсленду, кампус Сент-Люсія Університету Квінсленду, пляж Паркові зони Південного берега, село Тувонґ, англіканську церковну гімназію, фабрику на Голт-стріт у Пінкенбі та міст Вільяма Джоллі.

## Реліз
«Інспектор Ґаджет 2» вийшов на DVD та VHS 11 березня 2003 року, майже через чотири роки після виходу попереднього фільму.

## Сприйняття
«Інспектор Ґаджет 2» отримав змішані відгуки, хоч і сприятливіші, ніж його попередник. Rotten Tomatoes повідомили, що 40% критиків дали фільму позитивну оцінку на основі п'яти оглядів із середньою оцінкою 4,4/10.
Джо Лейдон із «Вараєті» дав фільму негативну рецензію. «Radio Times» дали фільму дві зірки із п'яти. «Common Sense Media» дали фільму три зірки з п'яти, написавши, що у фільмі є мультяшне насильство.